# 尼克·亞梅德
尼可拉斯·馬克·亞梅德（英語：Nicholas Mark Ahmed，1990年3月15日—），為前美國職棒大聯盟的游擊手，生涯曾效力於響尾蛇、巨人、道奇與遊騎兵等隊。

## 職業生涯
2011年美國職棒大聯盟選秀，勇士隊於第2輪85順位選進亞梅德。2012年，他從高階1A開季。該年球季結束後，勇士將他、Randall Delgado、齊克·史博威與布蘭登·卓利交易至響尾蛇隊，換取賈斯汀·厄普頓與Chris Johnson。2014年6月29日，亞梅德登上大聯盟。他在初登板就擊出大聯盟首安。該年他出賽25場比賽，打擊率剛好2成。
2015年，亞梅德開始成為球隊的主力游擊手。該年他出賽134場比賽，打擊率2成26，9轟。2016年，他因為右臀部不舒服而使得他最後2個月都無法出賽。2017年6月27日，他的右手被觸身球擊中，這讓他又再一次進行長時間的休養與復健。
經過了兩年的傷病不斷後，2018年的亞梅德出賽153場比賽，打擊率2成34，16轟70分打點。他整年在DRS的評分上來到21分，而他也拿下生涯首座金手套。
2019年，亞梅德的打擊率2成54和19轟都是個人單季生涯新高，並連續兩年獲得金手套獎。2020年，他繳出2成66的打擊率，並敲出5轟與29分打點。
2021年，他繳出2成21的打擊率，並敲出5轟與38分打點。隔年他只出賽17場比賽，繳出2成331的打擊率，並敲出3轟與7分打點。他在6月8日因為右肩發炎進入60天傷兵名單。
2023年，亞梅德成為響尾蛇隊史首位效力滿10年的選手，不過他在9月6日遭到指定讓渡。

## 個人生活
他的弟弟麥可也是一名棒球員。他弟弟於2013年美國職棒大聯盟選秀被道奇隊選走。他的叔叔Raphael Cerrato則是一名大學棒球教練。

## 外部連結
- 球員資訊和成績在MLB ，ESPN ，Retrosheet ，Baseball Reference ，Baseball Reference (Minors) ，Fangraphs ，The Baseball Cube （英文）